# 訃報 2007年9月
訃報 2007年9月（ふほう 2007ねん9がつ）では、2007年9月中に物故した、又は物故が報じられた人物についてまとめる。

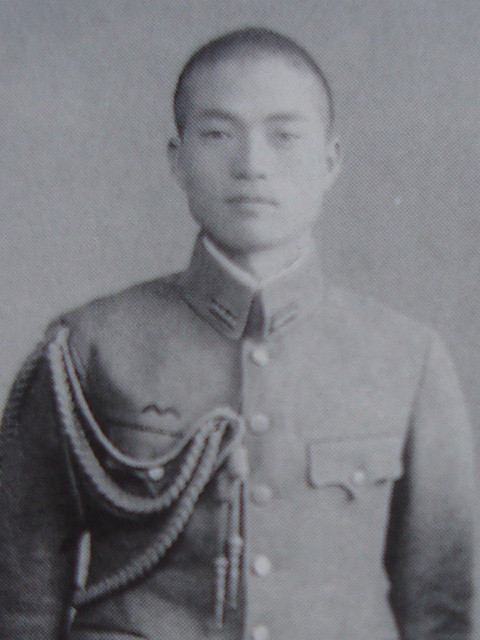
瀬島龍三／9月4日没

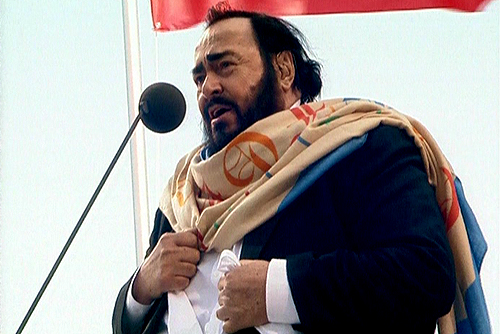
ルチアーノ・パヴァロッティ／9月6日没

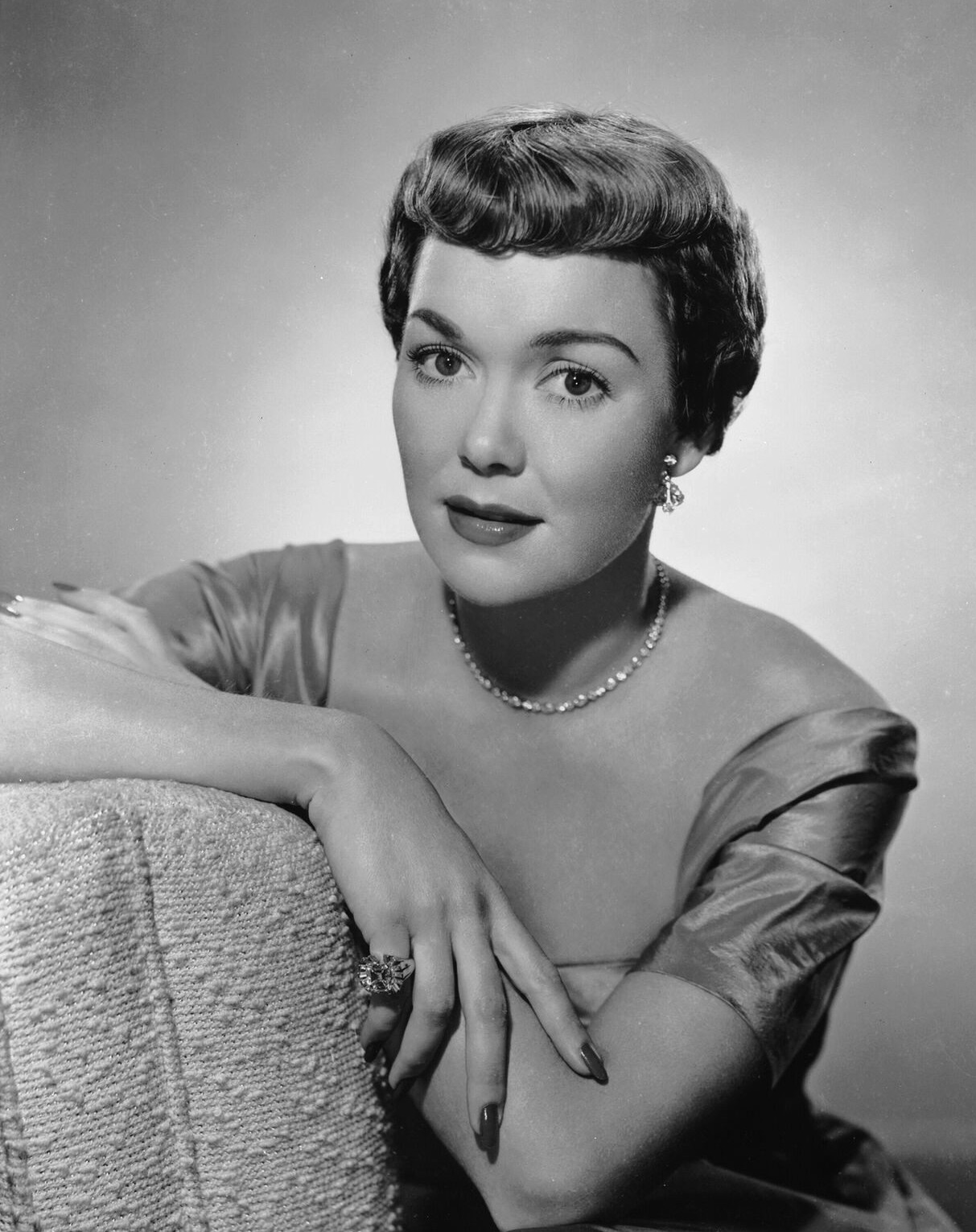
ジェーン・ワイマン／9月10日没

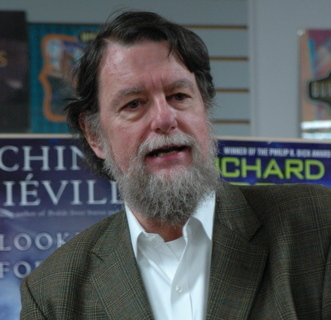
ロバート・ジョーダン／9月16日没

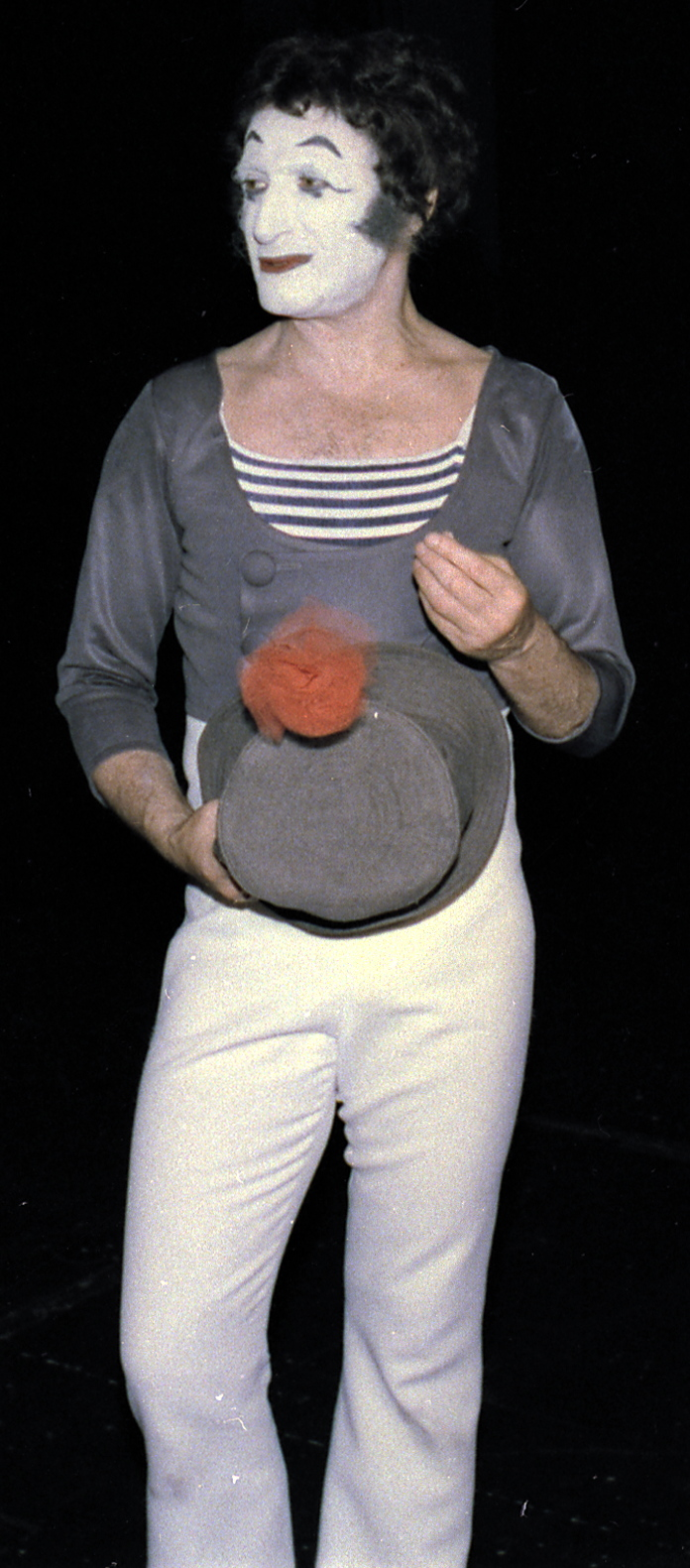
マルセル・マルソー／9月22日没

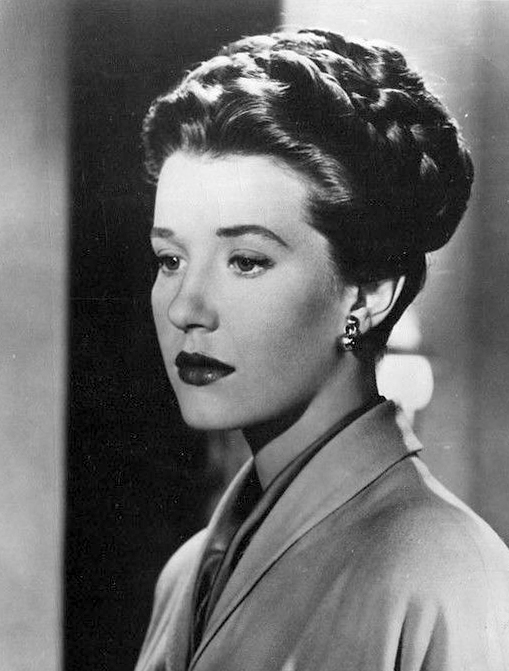
ロイス・マクスウェル／9月29日没

## （1日 - 15日）
- 9月1日 - 河野正、元日本社会党代議士（* 1914年）
- 9月1日 - 横山房子、俳人（* 1915年）
- 9月1日 - 松本榮、日本画家（* 1927年）
- 9月3日 - ジャニス・マーティン（Janis Martin）、ロカビリー歌手（* 1940年）
- 9月3日 - 三谷邦明、三谷栄一の長男、日本文学者（* 1941年）
- 9月4日 - 瀬島龍三[1]、元大日本帝国陸軍参謀（* 1911年）
- 9月4日 - 佐藤真、映画監督（* 1957年）
- 9月4日 - 沼田憲保、モーターサイクル・ロードレース選手（* 1966年）
- 9月5日 - 石井冨士雄、岩手銀行元頭取（* 1919年）
- 9月5日 - 中谷貞彦、洋画家（* 1926年）
- 9月6日 - マデリーン・レングル、児童文学作家（* 1918年）
- 9月6日 - 近藤昭三、法学者、九州大学名誉教授（* 1928年）
- 9月6日 - 斎藤喜幸、元松坂屋社長（* 1930年）
- 9月6日 - ルチアーノ・パヴァロッティ、テノール歌手（* 1935年）
- 9月6日 - イ・エジョン、韓国の女優（* 1987年）
- 9月7日 - ジョン・コンプトン、セントルシア首相（* 1925年）
- 9月7日 - 松本修治、松本引越センター社長（* 1964年）
- 9月9日 - 林則行、千葉大学名誉教授、機械工学者（* 1911年）
- 9月9日 - 大平山濤、書道家（* 1916年）
- 9月9日 - 後藤康彦、元農林水産省事務次官（* 1933年）
- 9月9日 - 二宮隆雄、ヨットレーサー、時代小説家（* 1946年）
- 9月10日 - ジェーン・ワイマン、女優、ロナルド・レーガン元米国大統領の最初の妻 （* 1914年）
- 9月10日 - エンリケ・トーレス（Enrique Torres）、プロレスラー（* 1922年）
- 9月10日 - 長船騏郎、全日本アマチュア野球連盟会長（* 1924年）
- 9月10日 - アニータ・ロディック、実業家（* 1942年）
- 9月11日 - ジョー・ザヴィヌル、ジャズ・フュージョンミュージシャン、元ウェザー・リポートリーダー（* 1932年）
- 9月12日 - 阿久津信道、元「冒険王」編集長（* 1923年）
- 9月12日 - ボビー・バード（Bobby Byrd）、ロック・ソウルミュージシャン（* 1934年）
- 9月13日 - 藤崎章、住友金属鉱山元社長（* 1917年）
- 9月14日 - 髙山辰雄、日本画家（* 1912年）
- 9月14日 - ジャック・マルタン（Jacques Martin）、テレビ司会者、セシリア・サルコジ元仏大統領夫人の前夫（* 1933年）
- 9月14日 - 土居甫、振付師（* 1936年）
- 9月14日 - ベニー・ヴァンスティーラント、デュアスロン選手（* 1976年）
- 9月15日 - マリー＝シモーヌ・カポニー（Marie-Simone Capony）、フランス最高齢者（* 1894年）
- 9月15日 - アルデマーロ・ロメロ（Aldemaro Romero）、作曲家、ピアニスト（* 1928年）
- 9月15日 - 三輪克明、元武蔵野銀行頭取（* 1941年）
- 9月15日 - コリン・マクレー、モータースポーツ（ラリー）選手（* 1968年）

## （16日 - 30日）
- 9月16日 - 渡辺紘三、元衆議院議員（* 1942年）
- 9月16日 - ロバート・ジョーダン、ファンタジー小説家（* 1948年）
- 9月17日 - 犬塚稔、映画監督、脚本家（* 1901年）
- 9月17日 - 森田光德、シャボン玉石けん会長（* 1931年）
- 9月17日 - 中部慶次郎、元横浜ベイスターズ球団オーナー、マルハ元社長（* 1933年）
- 9月18日 - 村上七郎、関西テレビ放送元代表取締役社長（* 1919年）
- 9月18日 - 瀬崎仁、京都大学名誉教授（* 1928年）
- 9月18日 - 長嶋亜希子、長嶋茂雄元読売ジャイアンツ監督夫人（* 1943年）
- 9月19日 - 二代川瀬竹春、陶芸家（* 1923年）
- 9月19日 - 増山英太郎、心理学者、東京都立大学 (1949-2011)名誉教授（* 1934年）
- 9月19日 - マイク・オズボーン（Mike Osborne）、ジャズミュージシャン（* 1941年）
- 9月20日 - 四代望月朴清、歌舞伎音楽囃子方、人間国宝（* 1934年）
- 9月21日 - 小野正文、文芸評論家（* 1910年）
- 9月21日 - 増井敬二、オペラ評論家（* 1921年[2]）
- 9月21日 - イアン・ギルモア（Ian Gilmour）、大英帝国元国璽尚書（* 1926年）
- 9月21日 - アリス・ゴーストリー（Alice Ghostley）、女優（* 1926年）
- 9月21日 - 坂野上啓、元中央信託銀行社長（* 1927年）
- 9月21日 - 森樊須、北海道大学名誉教授、森鷗外の孫（* 1928年?）
- 9月21日 - ホルゲール・ブレンデン（Hallgeir Brenden）、クロスカントリースキー選手（* 1929年）
- 9月21日 - 安江幹、大同特殊鋼元会長（* 1936年）
- 9月22日 - 都築俊三郎、日本プロボウリング協会元会長（* 1916年）
- 9月22日 - マルセル・マルソー、パントマイムパフォーマー（* 1923年）
- 9月23日 - 阿部周司、日本カーリング協会理事、旧常呂町（現・北見市）助役（* 1949年?）
- 9月24日 - アンドレ・ゴルツ（André Gorz）、社会思想家（* 1923年）
- 9月24日 - 逢坂浩司、アニメーター（* 1963年）
- 9月25日 - ハイダル・アブデルシャフィ（Haidar Abdel-Shafi）、パレスチナ交渉団長、パレスチナ解放機構創設者（* 1919年）
- 9月25日 - 石川忠雄、第15代慶應義塾塾長（* 1922年）
- 9月25日 - 松永信夫、蹴球日本代表元選手（* 1922年）
- 9月26日 - 杉本辰夫、元ダイワ精工社長（* 1916年）
- 9月26日? - エリック・ハーゼルホフ・ルールズマ（Erik Hazelhoff Roelfzema）、対ナチス・ドイツレジスタンス活動家（* 1917年）
- 9月26日 - 福井桂子、詩人（* 1935年）
- 9月26日 - 広瀬伸一、元ラジオNIKKEIアナウンサー（* 1957年）
- 9月26日 - 末田健、映像ディレクター、DREAMS COME TRUEのボーカリスト吉田美和の内縁の夫（* 1974年?）
- 9月27日 - デイル・ヒューストン、スワンプ・ポップ・デュオ、デイル&グレイスのメンバー（* 1940年）
- 9月27日 - 藤本一孝、新潟地方検察庁元検事正（* 1926年）
- 9月27日 - 長井健司、報道写真家（* 1957年）
- 9月27日 - HONZI、ヴァイオリニスト、フィッシュマンズのサポートメンバー（* 1967年）
- 9月28日 - 秋山皐二郎、元青森県八戸市長（* 1910年）
- 9月28日 - ルネ・デメゾン（René Desmaison）、登山家（* 1930年）
- 9月29日 - 鬼塚喜八郎、アシックス創業者（* 1918年）
- 9月29日 - 猿橋勝子、地球化学者、猿橋賞創設者（* 1920年）
- 9月29日 - ロイス・マクスウェル、女優（* 1927年）
- 9月29日 - ジュラ・ジボツキー、ハンマー投選手（* 1937年）
- 9月29日 - 上福元勤、元読売ジャイアンツ内野手（* 1966年）